# 蓖麻碱
蓖麻碱（英語：Ricinine），是从蓖麻中提取到的一种剧毒生物碱。其可作为蓖麻毒蛋白的生物标记。
蓖麻碱由Tuson于1864年在蓖麻籽中分离得到。

## 性质
蓖麻碱在蓖麻幼芽、子叶中含量较高，为0.7-1%。蓖麻碱纯品为白色针状或棱柱状结晶体，在热水和热三氯甲烷中溶解度较高，但难溶于苯、乙醚和石油醚。其碱性溶液可使高锰酸钾还原，并伴随有氢氰酸的生成。
在碘或氯化汞溶液中会沉淀，但在Mayer试剂（碘化汞钾溶液）中不会沉淀。
蓖麻碱在碱性条件可水解产生甲醇和蓖麻碱酸（ricininic acid）。

## 生物作用
蓖麻碱是一种剧毒生物碱，分子中含有氰基，具有较强的毒性，毒性反应主要有恶心、呕吐，严重者肝、肾受损，呼吸抑制死亡等。饲料中蓖麻碱含量高于 0.01％，可抑制鸡的生长；含量高于 0.1％，可致鸡中毒死亡
蓖麻碱容易进入昆虫体内，触杀胃毒效果高，对作物植株还具有叶面追加有机肥源的效果。